# Вилгањон (острво)
Острво Вилгањон (стари назив Серижип - Serigipe) се налази у заливу Гуанабара и дио је града Рио де Жанеиро. Назив је добио по свом првом станару, француском адмиралу Николасу де Вилгањону, који је, 1555. године, на острву саградио тврђаву Фор Колињи, у покушају да на овом подручју створи француску колонију, под називом Француски Антарктик. 15. марта, 1560. године тврђава је, у акцији чишћења Француза из Бразила, била изложена артиљеријској паљби, послије које су французи побјегли са својим савезницима Tamoios идијанцима на копно, потраживши склониште у џунгли. Већ 17. марта, Португалци су одржали прву мису на острву, у знак прославе побједе над француским колонистима. Ипак, остаће записано да је Мем де Са освојио тврђаву захваљујући двојици француза. Jean de Cointra и Jacques Le Balleur су португалцима одали слабе тачке тврђаве чиме су исти успјели да је освоје. Тврђава је данас сједиште Поморске Школе.